# Monasterio (Soria)
Monasterio es una localidad española del municipio de Quintana Redonda, perteneciente a la provincia de Soria, en la comunidad autónoma de Castilla y León. Pueblo de la comarca de Soria y del partido judicial de Soria.

## Población
En el año 2000 contaba con 9 habitantes (INE 2000), concentrados en el núcleo principal, pasando 6 en 2014. Su ayuntamiento se halla agrupado al de Quintana Redonda. 

## Historia
El Censo de Pecheros de 1528, en el que no se contaban eclesiásticos, hidalgos y nobles, registraba la existencia de 22 pecheros, es decir unidades familiares que pagaban impuestos. Pertenecía a la Comunidad de villa y tierra de Calatañazor.
A la caída del Antiguo Régimen la localidad se constituye en municipio constitucional en la región de Castilla la Vieja, partido de Soria  que en el censo de 1842 contaba con 23 hogares y 90 vecinos. Hacia mediados del siglo XIX, el lugar tenía unas 37 casas. La localidad aparece descrita en el decimoprimer volumen del Diccionario geográfico-estadístico-histórico de España y sus posesiones de Ultramar de Pascual Madoz de la siguiente manera:

MONASTERIO: l. con ayunt. en la prov. de Soria (4 leg.), part. jud. de Almazan (3), aud. terr. y c. g. de Burgos (21), dióc. de Osma (6). sit. en terreno escabroso sobre peña viva, con buena ventilacion y clima sano. Tiene 37 casas; la consistorial; escuela de instruccion primaria á cargo de un maestro, sacristan y secretario de ayunt.; una igl. parr. (San Miguel Arcángel.) térm.: confina con los de las Cuevas, Osonilla, la Revilla y la Muela; dentro de él se encuentran algunos manantiales de buenas aguas. El terreno es quebrado y de mediana calidad; comprende buenos montes poblados de encina. caminos: los locales y el que conduce á la cap. de prov. correo}: se recibe y despacha en la estafeta de Almazan. prod.: buen trigo, centeno, cebada, avena, algunas legumbres, bellota, leñas de combuslible y carboneo y esquisitos pastos, con los que se mantiene ganado lanar y de cerda y las yuntas necesarias para la agricultura. ind.: la agrícola, el carboneo y recria de ganados, principalmente de cerda. comercio: esportacion de frutos sobrantes, ganado, carbon y leña, é importacion de los art. que faltan. pobl.: 23 vec., 90 alm. cap. imp.: 27,136 rs. 28 mrs.
(Madoz, 1848, p. 476)

A mediados del siglo XIX este municipio desaparece porque se integra en La Revilla de Calatañazor, contaba entonces con 16 hogares y 63 habitantes. Con la desaparición del municipio de La Revilla de Calatañazor a finales del siglo XX, se integra en Quintana Redonda.

## Patrimonio
En la localidad hay una iglesia parroquial bajo la advocación de San Miguel Arcángel. Su principal particularidad es tener el campanario separado del resto del edificio.